# Josef Allen Hynek
Josef Allen Hynek (1. května 1910, Chicago – 27. dubna 1986, Scottsdale) byl americký astronom, profesor a ufolog. Nejvíce se proslavil výzkumem v oblasti UFO. Působil jako vědecký poradce UFO studií provedených v letectvu Spojených států amerických v rámci tří po sobě následujících projektech: Projekt Sign (1947–1949), Projekt Grudge (1949–1952) a Projekt Blue Book (1952–1969).

## Zajímavost
Hynek byl potomkem českých přistěhovalců a ve druhé polovině 20. století vytvořil kategorizaci setkání s UFO. Z této kategorizace vycházel název filmu režiséra Stevena Spielberga z roku 1977 Blízká setkání třetího druhu. Sám působil i při přípravě filmu jako odborný poradce a dokonce se objevuje v jednom záběru v závěrečné scéně jako šedovlasý muž s brýlemi, bradkou a dýmkou v ústech, který přihlíží vylodění návštěvníků z vesmíru.